# Поляков, Василий Петрович
Васи́лий Петро́вич Поляко́в (1810-е — 1875 год, Санкт-Петербург) — русский издатель и книготорговец, купец 3-й гильдии, открывший собственную торговлю ещё в 1838 году.

## Биография
В 1824—1838 годах служил в Санкт-Петербурге приказчиком у книготорговца Ильи Ивановича Глазунова, в книжной лавке, помещавшейся в Гостином дворе. Во время работы познакомился почти со всеми литераторами того времени. В. Полякову принадлежит мысль издания произведений русских классиков в миниатюрном формате. Одним их первых таких изданий стал «Евгений Онегин» А. С. Пушкина, вышедший незадолго до смерти поэта.
Хорошо ознакомившись с книжным и издательским делом, В. Поляков открыл в 1838 году собственный магазин в столице, перешедший впоследствии к М. О. Вольфу.
Будучи предприимчивым издателем, редко отказывался от приобретения предлагавшихся ему материалов, как бы разнородны они ни были. Наиболее постоянными авторами, переводчиками и компиляторами у него были: В. П. Бурнашев, П. Р. Фурман, И. И. Ренофанц, В. А. Модестов, А. Ф. Язвинский, Ф. И. Яцкевич и др. Сотрудничал с ним и Н. А. Некрасов, у которого Поляков приобрёл, кроме произведений, помещенных в «Пантеоне русского и всех европейских театров», несколько пьес и сказок, оставшихся не напечатанными, за исключением «Бабы-Яги».
При осуществлении издательской деятельности Поляков не отказывался ни от каких литературных предложений: начиная с сочинений классиков до К. А. Полевого, прописей каллиграфа Сидоровича и поваренной книги Е. А. Авдеевой.
Имел некоторое тяготение к изданию детских книг и иллюстраций к ним, для чего у него работали художники-иллюстраторы П. Р. Фурман, P. Жуковский, И. Клюквин и др.
Кроме того, приобрёл для своих изданий клише, изготовленные В. Тиммом, Е. Е. Бернардским, А. А. Агиным и др.
Первым принялся издавать «Фауста» И. В. Гёте, в переводе на русский Э. Губера, с иллюстрациями Флаксмана.
Наиболее известны издания В. Полякова, кроме упомянутых выше:
- Библейско-биографический словарь или Жизнеописания всех лиц, упоминаемых в священных книгах Ветхого и Нового Заветов… (сост. Ф. И. Яцкевичем и П. Я. Благовещенским);
- Теория и мимика страстей (В. И. Классовского);
- История судебных учреждений в России (К. Е. Троцины);
- Городское или среднее состояние русского народа в его историческом развитии от начала Руси до новейших времён (Л. О. Плошинского);
- История сельского хозяйства в России (Ф. В. Турчановича);
- Ластовка (малороссийский сборник под ред. Е. П. Гребёнки);
- История Петра Великого (В. Г. Бергмана);
- Путешествие ко Святым местам в 1830 году (А. Н. Муравьева);
- Месмеризм или магнетизм А. В. Долгорукова;
- Курс эстетики Гегеля (в пер. В. А. Модестова) и др.

Кроме книг Поляков издавал театральный журнал «Пантеон русского и всех европейских театров», под ред. Ф. А. Кони; журналы: «Магазин Детского чтения для развития понятий и образования сердца и нрава», под ред. А. П. Башуцкого (1841) и «Маяк», под ред. С. О. Бурачка.
Несмотря на разнообразие изданий, дела Полякова со временем ухудшились и в 1858 году он прекратил торговлю.
Умер холостяком, в бедности, в Волковской купеческой богадельне в 1875 году.